# Rhitymna tuhodnigra
Rhitymna tuhodnigra är en spindelart som först beskrevs av Alberto Barrion och James A. Litsinger 1995.  Rhitymna tuhodnigra ingår i släktet Rhitymna och familjen jättekrabbspindlar.
Artens utbredningsområde är Filippinerna. Inga underarter finns listade i Catalogue of Life.